# Harry John Lawson
Harry John Lawson, également connu sous le nom de Harry Lawson, (1852-1925) était un concepteur de bicyclettes britannique, coureur cycliste et pionnier de l'industrie automobile. Dans sa tentative de création et de contrôle d'une industrie automobile britannique, Lawson a lancé la Daimler Motor Company, à Londres en 1896. Il a ensuite commencé à produire à Coventry. 
Lawson a organisé la journée de promotion du pilotage en 1896, aujourd'hui commémorée chaque année par la course entre Londres et Brighton sur le même parcours.

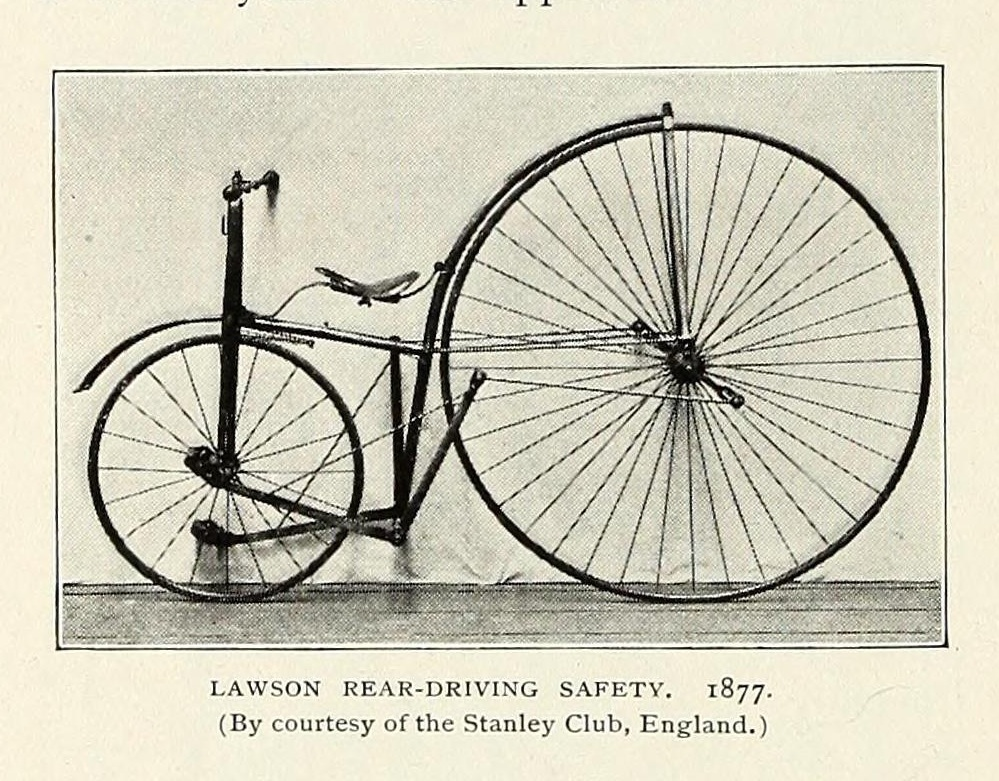
Bicyclette Lawson de 1877.
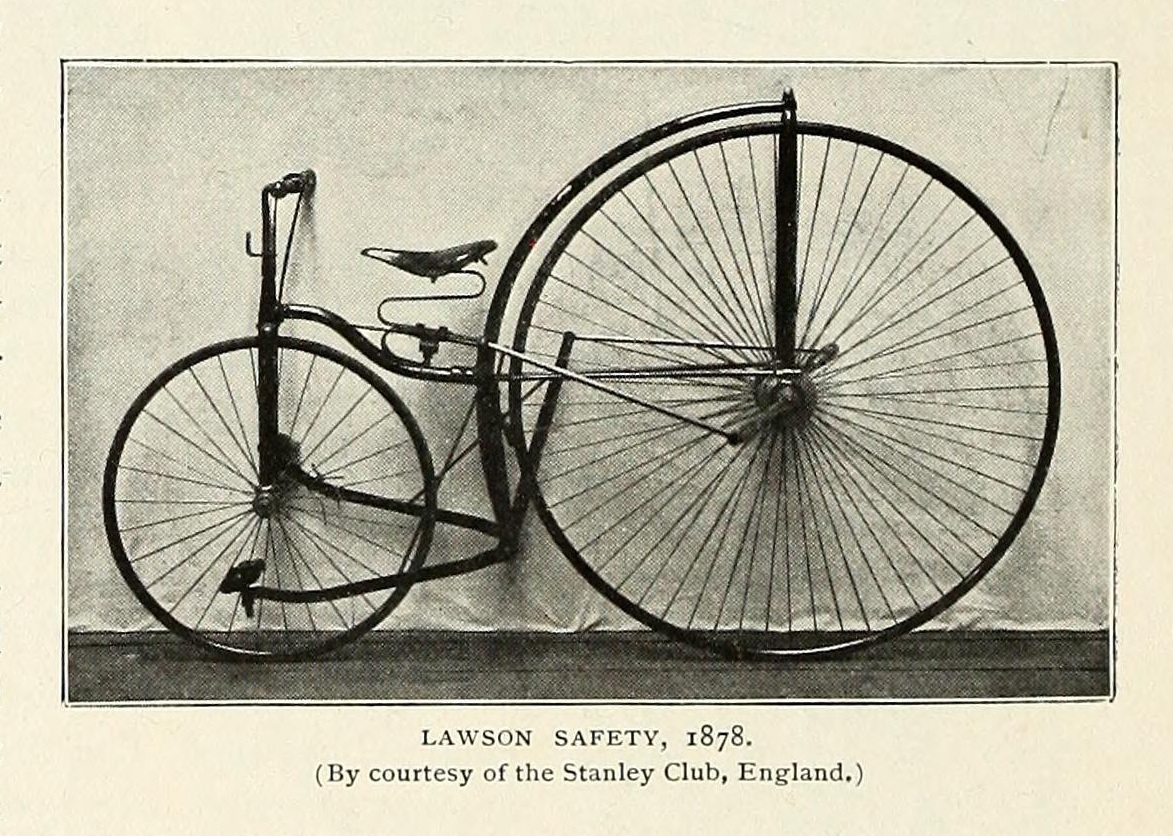
Bicyclette Lawson de 1878.
Bicyclette Lawson de 1879.